# Palicourea wurdackiana
Palicourea wurdackiana är en måreväxtart som beskrevs av Joseph Harold Kirkbride. Palicourea wurdackiana ingår i släktet Palicourea och familjen måreväxter. Inga underarter finns listade i Catalogue of Life.